# Elzunia bonplandii
Elzunia bonplandii är en fjärilsart som beskrevs av Guérin 1841. Elzunia bonplandii ingår i släktet Elzunia och familjen praktfjärilar. Inga underarter finns listade i Catalogue of Life.